# Comuna Cârlibaba, Suceava
Cârlibaba este o comună în județul Suceava, la limita între regiunile istorice Bucovina și Transilvania, România, formată din satele Cârlibaba (reședința), Cârlibaba Nouă, Iedu, Șesuri, Țibău și Valea Stânei.

## Istorie
Se pare că cetele tătare care au distrus în același an cetatea Rodna, au trecut munții prin pasul Cârlibaba în martie 1241. Este probabil că voievodul maramureșean Bogdan I a trecut în 1359-1360 prin teritoriul actualei comune Cârlibaba în momentul descălecării/întemeierii Moldovei. Pe stânca din centrul comunei se află un monument comemorativ care amintește de trecerea lui Bogdan I.
Ca reper toponimic al braniștei mănăstirii Putna, "vârful Cârlibahului" este menționat pentru prima dată în hotarnica moșiei mănăstirești din 9 august 1551, deci în timpul domniei lui Ștefan Rareș, același toponim, "gura Cârlibahului", fiind folosit și în hotarnica din 10 aprilie 1645. O altă atestare o aflăm din scrisoarea pârcălabului Sucevei, Mihaly Tolnay, datată din 1595 și în baza căreia Nicolae Iorga a transcris "hidronimul Cârlibaba" sub forma de Cramabahalu. În ceea ce privește toponimele localităților de pe teritoriul comunei, acestea sunt menționate pentru prima dată în uricul din 15 februarie 1410, când Alexandru cel Bun a donat muntele Suhard mănăstirii Moldovița. 
Prima mențiune despre existența comunei se datorează călugărilor de la mănăstirea Putna care în 1629 scriau că atunci când Miron Barnovschi Movilă a trebuit să plece pentru a ocupa tronul Moldovei,"a găsit țara ca fără domn, prădată de tătari și tâlhari, care au lăsat Sucevița numai cu piatră, iar alții sunt la Cârlibaba și mănăstirea stă în frică mare". Întemeierea vetrei satului Cârlibaba s-a făcut după data de 20 mai 1762, când egumenul mănăstirii Putna, Vartolomei Măzăreanu, colonizează braniștile mănăstirești cu "niște ruși din Putila", deci cu câteva familii de huțuli, dar recensămintele din 1774 și 1775 nu menționează existența Cârlibabei. În timp, granița dintre Transilvania și Principatul Moldovei a rămas fixată pe cursul superior al Bistriței Aurii. 

### Perioada habsburgică
În 1774, Cârlibaba a fost anexată de către Imperiul Habsburgic, împreună cu restul Bucovinei. Se pare că încă din anii 1770 familii de origine germană au emigrat în Cârlibaba din provinciile Silezia-Superioară (astăzi în Polonia) și Boemia. Cervenschi, Celenshi, Munsnshi, Mesabrovschi sunt nume de familie din Cârlibaba de proveniență sileziană iar Dusec, Kuharek, Kulineak, Grek, Spissak, de proveniență boemă.  
În 1796, o societate a boierilor români din Bucovina, înființată  din inițiativa statului austriac în 1780, vinde industriașului și magnatul Karl Manz, Cavaler de Mariensee, originar din provincia austriacă Stiria, minele, cuptoarele și drepturile de exploatare din zonă. Diregătoria camerală din Câmpulung îi închiriază 7.000 de jugăre de teren pentru 630 florini pe an. În 1796 și 1797, acesta deschide mine de argint și de plumb pe cursul superior al Bistriței Aurii, mine de argint în Muntele Fluturica, întemeind câteva vetre de mineri și meșteșugari germani (22 familii) pe vatra veche a cătunului Cârlibaba (care va purta de atunci numele Kirlibaba Mariensee), la Ludwigsdorf/Radnalajosfalva (actuala Cârlibaba Nouă) și pe Valea Stânei (Hüttenthal). Cârlibaba Veche (Kirlibaba Mariensee) era situată pe malul stâng al Bistriței Aurii, în Bucovina, pe când  localitatea Ludwigsdorf (nume oficial: Radnalajosfalva) s-a dezvoltat în paralel pe malul drept al Bistriței, aflat sub jurisdicție ungară. 
În conformitate cu tradiția orală, primii mineri și meseriași germani pe care Manz i-a angajat pentru Cârlibaba proveneau dintr-o serie de orașe din comitatul Szepes (regiunea Spiš din Slovacia actuală) (Käsmark/Kezmarok, Dobschau/Dobsina, Bartfeld/Bardejov, Deutschproben/Nemećka Prono și Kremnita/Kremnića). Coloniștilor germani, sosiți în 1797, le-au fost puse la dispoziție câte o casă sau un bordei și câte o bucată de teren, bunuri imobiliare care nu puteau fi înstrăinate sau lăsate decât dacă, în timpul lucrului în mină, coloniștii respectiv plăteau, în timp, o sumă totală de 30-40 coroane. Țipțerii au venit și din alte locuri, de exemplu din Vișeul de Sus (Oberwischau), Cavnic (Kapnik-Oberstadt), sau Iacobeni (Jakobeny). Între 1810 și 1820, Karl Manz a adus și meșteri germani din Silezia Superioară (din localitățile Tscherwensky, Mesabrowsky, Muschinsky, Kallowitsch, Hankjewitsch, Golatzky, Nickelsky și altele) iar în prima jumătate a secolului XIX, au fost aduși și muncitori germani din regiunea Radăuți și alte orașe din Bucovina. În secolul XIX muncitori forestieri germani s-au stabilit și în satele Țibău (Zibau - familiile Feldigel, Limbacher, Schnur, Kirchdraufer), Iedu (Jedt - familiile Bosetschuk, Käuser, Wenzel), precum și în cătunele Bârșaba, Lala, Rotunda, Valea Stânei și Șesuri. În cele două comunități de pe malul Bistriței au trăit împreuna germani, huțuli, români, unguri, evrei și o comunitate mică de țigani. Țiganii s-au stabilit la Cârlibaba pentru o perioada relativ scurtă, prelucrând cărămizile din care s-a construit biserica romano-catolică, după care s-au retras în Ardeal. Huțulii s-au așezat în împrejurimile comunei Cârlibaba, în văile dintre Maramureș și Bistrița Aurie, cum ar fii cătunele Fluturica, Iedu, Pleta, Lucina, sau Breaza, existând se pare la un moment dat și o vale cu numele de ,,Huțulai".  
Religiile care au dominat cele doua comunități au fost romano-catolică în Cârlibaba Nouă, iar în Cârlibaba Veche se găseau evanghelici cu preponderență, urmați de ortodocși și un număr mai mic de evrei, toate cultele religioase având locașuri de cult. Biserica evanghelică, biserica ortodoxa și templul evreiesc erau localizate în partea stânga a râului Bistrița (Cârlibaba Veche), iar în partea dreaptă a râului  (Cârlibaba Nouă) se afla biserica romano-catolică. Parohia romano-catolică era administrată de decanatul de Bistrița (Ardeal), primind denumirea administrativa de "Rodna Lajasfalva". Evreii veniți în Cârlibaba erau vorbitori de idiș, existând atât o comunitate ortodoxă ("talmudisti"), mai mare, cât și una liberală. 
În Cârlibaba Noua (Ludwigsdorf-Lajasfalva) exista de asemenea o școală elementară construită înainte de 1868 și care a funcționat pentru toate naționalitățile (germani, români și unguri) până la înfăptuirea dublei monarhii Austro-Ungare. Limba maghiară a devenit limbă oficială și după 1868, școala este reorganizată și devine școală de stat romano-catolică, cu predare numai în limba maghiară. Preoții care deserveau biserica catolică țineau slujbele în limba maghiară după care au încercat să țină liturghiile și în limba germană deoarece majoritatea credincioșilor erau vorbitori de limba germană. 
În jurul anului 1870, întreprinderea minieră Manz s-a închis iar țipțerii au trebuit să învețe alte meserii. Au devenit tăietori de lemn, plutari, și-au găsit locuri de muncă prost plătite la fabrica de cherestea sau au plecat în alte localități.

### Primul Război Mondial
În timpul primului război mondial, în perioada 18 – 22 ianuarie 1915, pe teritoriul comunei s-a desfășurat bătălia de la Cârlibaba, una dintre bătăliile purtate pe frontul de răsărit în iarna 1914-1915 de armata Austro-Ungară și armata Imperiului Rus. Bătălia s-a sfârșit cu o victorie a Dublei Monarhii, care a respins trupele ruse, aflate inițial în ofensivă. La scurt timp după bătălia de la Cârlibaba, armata austro-ungară a început în februarie 1915 construcția unei linii feroviare militare directe între Iacobeni și Borșa prin valea Bistriței Aurii, Cârlibaba și Pasul Prislop (1.416 m). Linia ferată a fost construită de Compania 28 Austriacă Construcții Căi Ferate, condusă de Felix von Tarbuk-Sensenhorst, absolvent al Academiei Tehnice Militare din Mödling. Construcția liniei s-a întins pe toată durata anului 1915, fiind finalizată la 1 mai 1916, datorită efortului a 4.000 de prizonieri de război ruși care au muncit în condiții grele.
La sfârșitul războiului, în urma Marii Uniri, cele două localități despărțite doar de apa Bistriței s-au contopit, și, sub numele de Cârlibaba Veche și Cârlibaba Nouă, au format comuna Cârlibaba, fiind integrate județului Câmpulung.

### Al Doilea Război Mondial
Evenimentele tragice din anul 1940 afectează în mod profund localitatea: Cârlibaba Nouă este anexată Ungariei hortiste, iar Cârlibaba Veche își pierde locuitorii de etnie germană care emigrează în Germania în urma acordului semnat între Germania nazistă și Guvernul României la 22 octombrie 1940. În urma lor rămâne biserica evanghelică din lemn care va fi apoi transferată Bisericii Ortodoxe și în care se slujește și astăzi.  În urma semnării tratatului de pace de la Paris din 1947, Transilvania de Nord este retrocedată României și o data cu ea Cârlibaba Nouă care este reintegrată comunei Cârlibaba. Datorită faptului că etnicii germani din Cârlibaba Nouă nu au fost afectați de acordurile de repatriere, prezența germană nu a dispărut cu totul din Cârlibaba, așa cum s-a întâmplat în alte localități bucovinene (Iacobeni, Fundu Moldovei, Gura Putnei etc.), iar mica parohie romano-catolică Sfântul Ludovic a continuat să existe până în ziua de astăzi.

## Descrierea stemei
Stema comunei Cârlibaba se compune dintr-un scut cu fond roșu, încărcat cu un brâu undat, de argint. În partea superioară și cea inferioară se află câte un cocoș de munte, cântând, în culori naturale, stând pe o ramură verde. Chef-ul scutului este micșorat, dințat, negru, cu trei lacrimi din argint. Scutul este timbrat cu o coroană murală cu un turn de argint.

### Semnificațiile elementelor însumate
Propunerea de stemă a comunei Cârlibaba asigură concordanța elementelor acesteia cu specificul economic, social, cultural și tradiția istorică ale comunei, respectând tradiția heraldică a acestei zone și legile științei heraldicii.
Coroana murală cu un turn de argint semnifică faptul că așezarea este comună.
Cârlibaba are o școală cu cl. I-VIII, un cămin cultural, iar iarna există 2 pârtii de schi și două lifturi.

## Obiective turistice
- Biserica ortodoxă din Cârlibaba
- Biserica romano-catolică din Cârlibaba
- Biserica evanghelică din Cârlibaba
- Găina - Lucina (sit SCI)
- Bistrița Aurie (sit de importanță comunitară inclus in rețeaua europeana Natura 2000 în România)
- Pârtiile de schi cu lifturi

## Demografie

### Recensământul din 2021/2022
Componența etnică a comunei Cârlibaba
     Români (84,07%)
     Germani (3,9%)
     Ucraineni (1,89%)
     Alte etnii (0,13%)
     Necunoscută (10,01%)
Componența confesională a comunei Cârlibaba
     Ortodocși (78,84%)
     Romano-catolici (10,26%)
     Alte religii (0,82%)
     Necunoscută (10,08%)
Conform recensământului efectuat în 2021, populația comunei Cârlibaba se ridică la 1.588 de locuitori, în scădere față de recensământul anterior din 2011, când fuseseră înregistrați 1.717 locuitori. Majoritatea locuitorilor sunt români (84,07%), cu minorități de germani (3,9%) și ucraineni (1,89%), iar pentru 10,01% nu se cunoaște apartenența etnică. Din punct de vedere confesional, majoritatea locuitorilor sunt ortodocși (78,84%), cu o minoritate de romano-catolici (10,26%), iar pentru 10,08% nu se cunoaște apartenența confesională.

## Politică și administrație
Comuna Cârlibaba este administrată de un primar și un consiliu local compus din 11 consilieri. Primarul, Gabriel-Michael Danciu[*], de la Partidul Național Liberal, este în funcție din 2008. Începând cu alegerile locale din 2024, consiliul local are următoarea componență pe partide politice:
|  | Partid                          | Consilieri | Componența Consiliului | Componența Consiliului | Componența Consiliului | Componența Consiliului | Componența Consiliului | Componența Consiliului | Componența Consiliului |
|  | ------------------------------- | ---------- | ---------------------- | ---------------------- | ---------------------- | ---------------------- | ---------------------- | ---------------------- | ---------------------- |
|  | Partidul Național Liberal       | 7          |                        |                        |                        |                        |                        |                        |                        |
|  | Partidul Social Democrat        | 3          |                        |                        |                        |                        |                        |                        |                        |
|  | Alianța pentru Unirea Românilor | 1          |                        |                        |                        |                        |                        |                        |                        |